# Howard Nemerov
Howard Stanley Nemerov (* 29. Februar 1920 in New York City; † 5. Juli 1991 in University City, Missouri) war ein US-amerikanischer Literaturdozent, Dichter und Pulitzer-Preisträger russisch-jüdischer Abstammung.

## Leben
Howard Nemerov war der einzige Sohn von David Nemerov und seiner Frau Gertrude Russek. Seine Eltern besaßen das Pelz- und Modekaufhaus Russeks auf der Fifth Avenue in New York. Nemerovs Eltern überließen die Erziehung ihrer drei Kinder den Angestellten und jedes Kind hatte sein eigenes Kindermädchen. Er hatte zwei jüngere Schwestern: Diane (1923–1971), eine bekannte Fotografin, und Renée (* 1928), eine erfolgreiche Bildhauerin und Innenarchitektin. Howard Nemerov studierte an der Harvard University und erhielt dort den Bachelor. Im Laufe des Zweiten Weltkrieges diente er als Pilot, zuerst in der Royal Canadian Air Force und später in der United States Army Air Forces im Rang eines Oberleutnants. Howard Nemerov heiratete am 26. Januar 1944 Margaret Russel, mit ihr zusammen hatte er einen Sohn, David Nemerov.
Nach dem Krieg lehrte er als Literaturdozent an verschiedenen Colleges und Universitäten, unter anderem am Hamilton College in Clinton, New York, am Bennington College in Bennington, an der Brandeis University in Waltham und zuletzt an der Washington University in St. Louis. Howard Nemerov starb an den Folgen einer Krebserkrankung in University City und wurde im Familiengrab in New York City bestattet.

## Werke (Auswahl)
| - 1947 The Image and the Law - 1949 The Melodramatists - 1950 Guide to the Ruins - 1954 Federigo, or the Power of Love - 1955 The Salt Garden - 1957 The Homecoming Game | - 1958 Mirrors and Windows - 1959 A Commodity of Dreams - 1960 New and Selected Poems - 1963 The Next Room of the Dram - 1977 The Collected Poems of Howard Nemerov |

## Auszeichnungen
- 1960 Mitglied der American Academy of Arts and Letters[1]
- 1965 Mitglied der American Academy of Arts and Sciences
- 1978 Pulitzer-Preis
- 1978 National Book Award
- 1987 National Medal of Arts